# GJD3
GJD3‏ (Gap junction protein delta 3) هوَ بروتين يُشَفر بواسطة جين GJD3 في الإنسان.